# Tiosulfat de bari
El tiosulfat de bari és un compost inorgànic, del grup de les sals, que està constituït per anions tiosulfat {\displaystyle {\ce {S2O3^{2-}}}} i cations bari (2+) {\displaystyle {\ce {Ba^2+}}}, la qual fórmula química és {\displaystyle {\ce {BaS2O3}}}.

## Propietats
El tiosulfat de magnesi forma el monohidrat {\displaystyle {\ce {BaS2O3*H2O}}}. És un sòlid cristal·lí blanc, insoluble en aigua i etanol i tòxic. Perd la seva aigua d'hidratació quan s'escalfa a 110 °C i si se segueix escalfan es descompon en sulfat de bari {\displaystyle {\ce {BaSO4}}}, sofre {\displaystyle {\ce {S}}} i diòxid de sofre {\displaystyle {\ce {SO2}}}. La reacció és:
{\displaystyle {\ce {CaS2O3 ->[\Delta] 2CaSO4 + S + SO2}}}
El compost anhidre és poc soluble en aigua, a 15 °C la solubilitat és de 0,25 g en 100 g d'aigua.

## Preparació
El tiosulfat de bari pot preparar-se mitjançant la reacció del clorur de bari {\displaystyle {\ce {BaCl2}}} amb el tiosulfat de sodi {\displaystyle {\ce {Na2S2O3}}}:
{\displaystyle {\ce {BaCl2 + Na2S2O3 -> BaS2O3 + 2NaCl}}}

## Aplicacions
S'empra en la fabricació d'explosius, pintures i vernissos, però és poc emprat.